# Гимај
Гимај (алб. Gimaj) је насељено место у општини Скадар у округу Скадар, Албанија. Према попису из 1989. године било је 1.035 становника.
Гимај су једно од насеља племена Шаља.